# Takuma Kuroda
Takuma Kuroda (黒田 拓真 Kuroda Takuma?), född 18 februari 1992 i Osaka prefektur, är en japansk fotbollsspelare.
Kuroda började sin karriär 2014 i Renofa Yamaguchi FC. Han spelade 13 ligamatcher för klubben. 2016 flyttade han till FC Kariya.